# Reiny Landkroon
Reiny Landkroon (nacida en 1965 en Enschede, Overijssel) es una cantante neerlandesa. Ella es la hermana menor de Wilma Landkroon, una de las estrellas infantiles de más éxito en Holanda, y del cantante y compositor Henny Thijssen.
De 1983 a 1988 Reiny Landkroon utilizó el nombre artístico de Sacha, y logró cierto éxito con las canciones Mooie Melody, Maar Nu Is Het Te Laat, Geloof Me, Eenzame Nachten y Gefangen Tussen Vier Muren. Con el nombre Reiny publicó Zo Gelukkig Met Jou, Nu Je weg bent y otras canciones. Además ella hizo canciones del dúo con Pierre Kartner (Vader Abraham) y Arne Jansen.
En 2009 publicará un nuevo disco: Misschien Dat Het Ooit Nog Went.